# 城市 (歌曲)
〈城市〉是英國1975樂團的首支單曲，初發行於2012年8月6日，收錄自他們的首張迷你專輯《Facedown》。該曲的重新錄製版先後收錄進他們的第四張迷你專輯《IV》及首張同名專輯中，後者在英國單曲排行榜和蘇格蘭單曲排行榜分別排名第30和第27位。

## 背景
1975樂團於2012年正式成團，此前現行成員——主唱馬修·希利、鼓手喬治·丹尼爾、吉他手亞當·漢恩和貝斯手羅斯·麥克唐納自2002年就開始進行音樂活動。在被多家大型唱片公司拒絕後，經紀人傑米·奧斯本（Jamie Osborne）發現這支樂團，並將其羅致自家廠牌Dirty Hit旗下。樂團受引介認識到製作人麥克·克羅斯，並在其幫助下完成首張專輯，接著依據其收錄曲的概念陸續創作出四張迷你專輯（EP）。〈城市〉便出現在樂團2012年的首張EP《Facedown》中，為專輯第二首收錄曲，並作為首支單曲於BBC廣播一台節目BBC音樂推薦首播，成為樂團第一首在該電台播放的歌曲。
隔年5月，樂團為第四張EP《IV》重新錄製了〈城市〉，以單曲形式發行。同年9月，樂團再次重錄了這首歌並選錄進首張同名專輯中。該版本登上英國單曲排行榜第30位和蘇格蘭單曲排行榜第27位。主唱馬修·希利在受訪時表示，在釋出〈Sex〉和〈巧克力〉前，他們真的沒想到能在那麼短的時間內走紅，因此想藉此機會讓更多的人能接觸到「我們認為定義我們的音樂。」

## 詞曲
〈城市〉由1975樂團創作兼製作，麥克·克羅斯負責監製，於英國倫敦教堂工作室（The Church Studio）錄製。這是一首節奏輕快的流行搖滾和合成器流行歌曲，以F大調創作，速度達每分鐘95拍。歌曲首先由一段「強勢迫人」的鼓擊引子揭開序幕，其後相應加入「澎湃」的合成器、小鼓以及電吉他。副歌中，歌手覆述道「If you wanna find love then you know where the city is」（如果你想尋找愛，你就知道城市在哪裡）。am730形容希利帶點似Placebo的布萊恩·莫爾可聲演餘韻，而《Sound and Motion》的山姆·勞瑞（Sam Lawrie）則稱讚他含糊的北方口音令人耳目一新，不過初聽者可能無法聽懂。
關於這首歌的含義，希利在同名專輯附贈的DVD訪談中將其比作為一封情書：「發現你自己好像身處在曼徹斯特或倫敦，而你只是來自小鎮的年輕人，腦中充滿著惑人的噪音和混亂的想法。」丹尼爾則將其形容為開車進城的初體驗，有種渺小和無依無靠的感覺。
衛星音樂網的傑克·弗雷澤（Jack Fraser）認為與同是來自英國的叉叉樂團相比，〈城市〉在音色上更接近街趴或小馬這類的樂團。Pitchfork的傑森·格林也認為這首歌帶有街趴樂團〈I Still Remember〉「淒涼的浪漫感」。音樂網站All Things Go表示這首歌與大粉紅樂團的工業流行風格相去不遠。

## 樂評
傑克·弗雷澤在評價《Facedown》時指〈城市〉的快節奏雖然在專輯陰鬱的氛圍下顯得有些格格不入，但仍然證明1975樂團有能力創造出多變有趣的流行音樂。Pitchfork的伊恩·科恩（Ian Cohen）則拿歌曲鼓機的使用與大粉紅樂團的單曲做比較，稱其給人「一種對夜晚外出的可能性不以為然的超自然能力」。
山姆·勞瑞在評論《IV》時指〈城市〉乾淨利落，節奏強勁，前奏引人入勝，但除開希利本身的獨特嗓音外，其餘部分令人稍感失望。
傑克·弗雷澤在對《The 1975》評論中，讚賞〈城市〉聽起來比以往任何時候都更加出色，稱其透過「比以往更重的電子衝擊力、音高完美的合成器和不那麼煩人的人聲」脫穎而出，並挑其和〈Sex〉同為專輯的亮點。
2013年，希利曾透露他們的歌曲是關於「青少年的末日感」，Gigwise的莫莉·馬什（Molly Marsh）認為這是最能體現這一主題的曲子之一。

## 曲目
| 英國促銷單曲 | 英國促銷單曲         | 英國促銷單曲 |
| 曲序         | 曲目                 | 时长         |
| ------------ | -------------------- | ------------ |
| 1.           | The City             | 3:26         |
| 2.           | The City（純音樂版） | 3:26         |
| 总时长：     | 总时长：             | 6:52         |

## 商業成績
| 榜單（2013年）                     | 峰值 |
| ---------------------------------- | ---- |
| 比利时佛兰德（Ultratip榜外單曲榜） | 87   |
| 蘇格蘭（官方榜单公司單曲榜）       | 27   |
| 英國（官方榜单公司單曲榜）         | 30   |

## 發行歷史
| 地區 | 日期          | 格式         | 唱片公司  |
| ---- | ------------- | ------------ | --------- |
| 英國 | 2012年8月6日  | 當代流行電台 | Dirty Hit |
| 英國 | 2013年5月20日 | 當代流行電台 | Dirty Hit |